# Nome (Noorwegen)
Nome is een gemeente in de provincie Telemark in het zuiden van Noorwegen. Omliggende gemeenten zijn Skien en Midt-Telemark. Het ligt dicht bij het meer Norsjø. De gemeente telde 6585 inwoners in januari 2017.

## Plaatsen in de gemeente
- Bjervamoen
- Ulefoss

Bamble · Drangedal · Fyresdal · Hjartdal · Kragerø · Kviteseid · Midt-Telemark · Nissedal · Nome · Notodden · Porsgrunn · Seljord · Siljan · Skien · Tinn · Tokke · Vinje